# Two-Gun Betty
Two-Gun Betty er en amerikansk stumfilm fra 1918 af Howard C. Hickman.

## Medvirkende
- Bessie Barriscale - Betty Craig
- Lee Shumway - Jack Kennedy
- Katherine Van Buren - Ethel Roberts
- Helen Hawley - Florence Kennedy
- Laura Oakley - Ambrose